# LIV edició dels Premis Ariel
La LIV edició dels Premis Ariel, organitzada per l'Acadèmia Mexicana d'Arts i Ciències Cinematogràfiques (AMACC), es va celebrar el 2 de juny de 2012 al Palau de Belles Arts de la Ciutat de Mèxic. Durant la cerimònia, presentada pel nou director de l’AMACC Carlos Carrera va lliurar el premi Ariel a 26 categories en honor de les pel·lícules estrenades el 2011. Les pel·lícules més nominades foren Pastorela i Días de gracia, dos retrats de la violència a Mèxic. Es va fer un homenatge a l'ex president de l'AMACC, Pedro Armendáriz Jr., que acaba de morir.
Després del retard del pressupost que se li anava a proporcionar a la Acadèmia Mexicana d'Arts i Ciències Cinematogràfiques, que va provocar la demora de la cerimònia de lliurament, es va aconseguir dur a terme gràcies al suport de diverses institucions i persones relacionades amb la cinematografia. Finalment, Pastorela va rebre 7 premis i Días de gracia vuit. La pel·lícula catalana Pa negre va rebre el premi a la millor pel·lícula iberoamericana.

## Premis i nominacions
Nota: Els guanyadors estan llistats primer i destacats en negreta. ⭐
| Millor pel·lícula - Pastorela ⭐ - Miss Bala - Días de gracia - Voy a explotar | Millor direcció - Emilio Portes - Pastorela ⭐ - Gerardo Naranjo – Miss Bala - Everardo Gout – Días de gracia |
| Millor actor - Tenoch Huerta – Días de gracia ⭐ - Joaquín Cosío - Pastorela - Noé Hernández – Miss Bala | Millor actriu - Magda Vizcaíno - Martha ⭐ - Teresita Sánchez – Verano de Goliat - Irán Castillo - Victorio |
| Millor coactuació masculina - Carlos Cobos - Pastorela ⭐ - Kristyan Ferrer – Días de gracia - Mario Zaragoza – Días de gracia - Roberto Sosa - Victorio                                                                                 | Millor coactuació femenina - Eileen Yáñez – Días de gracia ⭐ - Norma Angélica - Acorazado - Nailea Norvind – La otra familia |
| Millor argument original - Emilio Portes - Pastorela ⭐ - Álvaro Curiel - Acorazado - Jorge A. Estrada i Alfredo Castañeda - La revolución de Juan Escopeta                                                                              | Millor guió adaptat - (No atorgat) |
| Millor fotografia - Luis David Sansans Arnanz – Días de gracia ⭐ - Sebastián Hiriart – A tiro de piedra - Damián García - Pastorela | Millor edició - José Salcedo, Everardo Gout i Hervé Schneid – Días de gracia ⭐ - Juan Manuel Figueroa – El cielo abierto - Rodrigo Ríos i Emilio Portes - Pastorela                                                                            |
| Millor disseny artístic - Bernardo Trujillo – Días de gracia ⭐ - Emilio Baldasúa – El mural - Alejandro García - Pastorela | Millor banda sonora - Atticuss Ross, Shigeru Umebayashi, Nick Cave i Warren Ellis – Días de gracia ⭐ - Michael Nyman i Gerard Pastor - Maleta mexicana - Aldo Max Rodríguez - Pastorela                                                        |
| Millor so - Vincent Arnardi, Julién Pérez, Enrique Greiner, Frédéric Le Louet i Fernando Cámara – Días de gracia ⭐ - Mario Martínez, Miguel Hernández i Isabel Muñoz - Pastorela - Lena Esquenazi, Diego Gat i Pablo Tamez – Te extraño | Millor vestuari - Gabriela Fernández - Pastorela ⭐ - Gabriela Galán – El mural - Mónica Neumaier – Te extraño |
| Millor maquillatge - Roberto Ortiz - Pastorela ⭐ - Beatuska Stanislaw – El mural - Roberto Ortiz i Felipe Salazar – Días de gracia | Millors efectes visuals - Álex Vázquez - Salvando al soldado Pérez ⭐ - Daniel Cordero - Pastorela - Ricardo Arvizu – Días de gracia |
| Millors efectes especials - Gretel Studio - Pastorela ⭐ - Film Factory i Buf Compagnie – Días de gracia - Raúl Prado, Edgardo Mejía i José Carlos García de Letona – Salvando al soldado Pérez                                          | Millor opera prima - Días de gracia – Everardo Gout ⭐ - A tiro de piedra – Sebastián Hiriart - El lugar más pequeño – Tatiana Huezo |
| Millor pel·lícula iberoamericana - Pa negre – Agustí Villaronga ⭐ - Violeta se fue a los cielos – Andrés Wood ⭐ - La hora cero – Diego Velasco                                                                                         | Millor llargmetratge documental - El lugar más pequeño – Tatiana Huezo ⭐ - El cielo abierto – Everardo González - Presunto culpable - Geoffrey Smith i Roberto Hernández - Morir de pie – Jacaranda Correa - El príncipe azteca – A. Hernández |
| Millor curtmetratge de ficció - Mari Pepa - Samuel Isamu Kishi Leopo ⭐ - Juan y la borrega – J. Xavier Velasco - El pescador – Samantha Pineda                                                                                          | Millor curtmetratge d'animació - Prita Noire – Sofía Carrillo ⭐ - Mutatio – León Fernández |
| Millor curtmetratge documental - Ya'Asib Vázquez Colmenares - Yuban ⭐ - Extraño rumor de la tierra cuando se abre un surco – Juan Manuel Sepúlveda - Y retiemble en sus centros la tierra – Patricia Martínez                           | Ariel d'or - Alfredo Joskowicz ⭐ - René Ruiz Cerón ⭐ |
| Medalla Salvador Toscano - Jaime Humberto Hermosillo ⭐ | |